# Pin Art

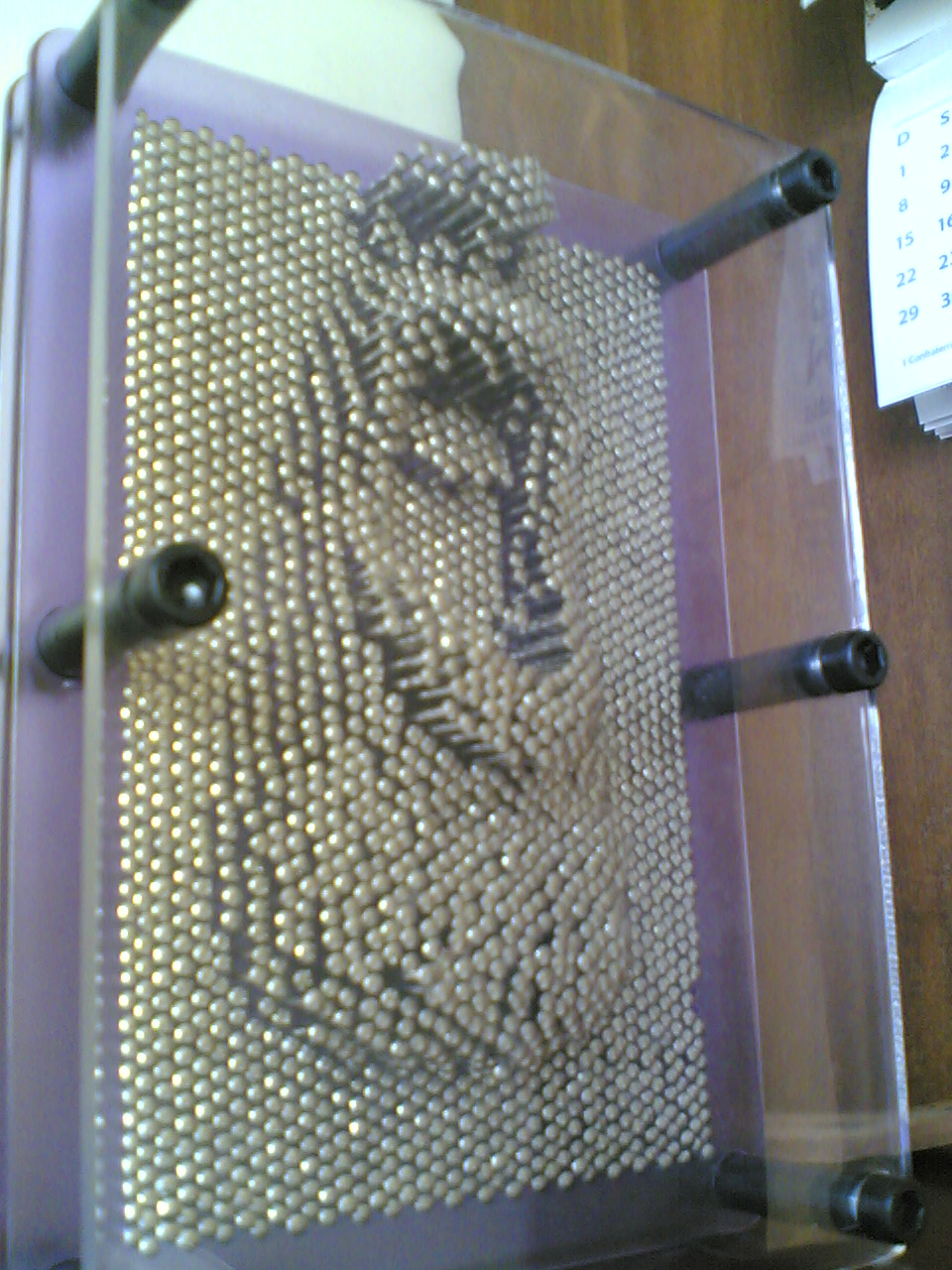
Pantalla Pin Art

Una pantalla Pin Art, Pinscreen, Pantalla de agujas o Pantalla de varillas, es un dispositivo que permite formar imágenes en relieve mediante el desplazamiento de varillas cilíndricas muy delgadas, guiadas por una malla adecuada y sostenidas en un marco.
La pantalla Pin Art fue patentada por Ward Fleming y se considera un "juguete para ejecutivos". La patente menciona un artículo de John Ballantine titulado “The Tactile Multiple” (revista Art in America, julio de 1978, página 141).

## Descripción física
(Según los documentos de la patente y la imagen adjunta).
- Una pantalla Pin Art consta de tres elementos rectangulares que pueden designarse para, b, c. Estos elementos están separados y paralelos y unidos de forma adecuada (en el modelo de la foto los elementos de unión son seis tornillos con seis separadores).
- Las placas a y b son, generalmente, opacas. Su función es la de sostener y guiar las varillas o "agujas".
- Los elementos a y b están agujereados por una muchedumbre de ojales distribuidos regularmente. Los agujeros de las dos placas (a, b) tienen el mismo eje.
- Dentro de cada uno de los dos ojales alineados va alojada una varilla cilíndrica de pequeño diámetro con una cabeza redondeada que hace de tope. Cada varilla va guiada de forma ajustada, pero permitiendo que deslice adelante y atrás.
- La placa frontal es transparente y permite observar las figuras formadas.

## Uso del aparato
Una pantalla Pin Art se usa en una posición prácticamente vertical; al acercar y presionar un objeto material tridimensional sobre los extremos libres de las varillas, están se desplazan y reproduciendo la forma del objeto al otro lado (el que tiene la cabota).
El resultado es que el objeto tridimensional que se quiere reproducir se convierte en una imagen tridimensional formada por las cabezas de las varillas. Al retirar el objeto inicial la superficie formada se mantiene debido a la resistencia de la base sobre la que se desplazan las varillas y se puede observar desde la cara transparente.
Para "borrar" el resultado basta con girar el instrumento hasta la horizontal. Las varillas se desplazan y vuelve a quedar una superficie "plana".

## Ejemplos reales de uso público de pantallas Pin Art
- 1985: El cantante escocés Midge Ure publicó una video-canción ("If Y was") que empleaba una pantalla Pin Art como recurso artístico.[2]
- 1990. En el film “Darkman” (director Sam Raimi; protagonista Liam Neeson) aparece una pantalla Pin Art para duplicar una mano de un personaje.[3][4]

- 2010: En el museo Technorama ( Swiss Science Center Technorama) hay una pantalla Pin Art de dimensiones 3,2 x 1,2 m. Funciona como un tablero de dibujo que puede ser usado con pinceles diferentes para “pintar”figuras en tres dimensiones. También puede ser usado como una pantalla de varillas normal.[5]

## Otras aplicaciones
El sistema usado en las pantallas Pin Art ha inspirado trabajos de investigación para instrumentos de ayuda a los invidentes.

## Videos
El uso de una pantalla Pin Art se entiende mejor con imágenes. Dos ejemplos en video: